# Heinkel Lerche
Heinkel He «Lerche» (нем. Lerche — жаворонок) — проект перехватчика вертикального взлёта и посадки, разрабатывавшийся для люфтваффе фирмой Heinkel с 1944 по 1945 год, но так и не воплощённый в металле.
Известно, что вариант самолёта под обозначением He «Lerche» II проектировался с 25 февраля по 8 мая 1945 года.

## Аэродинамическая схема
Аэродинамическая схема самолёта — двухмоторный поршневой моноплан с замкнутым кольцевым крылом и трёхкилевым симметричным хвостовым оперением.

## Описание конструкции
«Lerche» являлся самолётом вертикального взлёта и посадки с вертикальным положением корпуса с крылом замкнутой (кольцевой) компоновки, внутри которого были расположены два трёхлопастных винта, каждый из которых приводился в движение отдельным двигателем (для этой цели планировалось использование двигателей «Даймлер-Бенц» DB 605D мощностью в 1475 л. с. каждый).

## Тактико-технические характеристики
Технические характеристики
- Экипаж: 1 человек
- Длина: 9,4 м
- Размах крыла: 4,0 м
- Высота: 4,0 м
- Площадь крыла: 12 м²
- Масса снаряжённого: 5600 кг
- Силовая установка: 2 × «Даймлер-Бенц» DB 605D жидкостного охлаждения

Лётные характеристики
- Максимальная скорость: 987 км/ч

Вооружение
- Стрелково-пушечное: 2x30 мм MK 108
- Управляемые ракеты: 3 × Ruhrstahl X-4

## В массовой культуре
- Данный самолёт доступен игроку в одиночных сценариях компьютерной игры «Ил-2 Штурмовик: забытые сражения „46“».
- В пошаговой стратегии "Операция Silent Storm" самолёт используется в качестве спасательной капсулы.